# Torneio Internacional de Futebol Sub-20 de L'Alcúdia de 2014
O Torneio Internacional de Futebol Sub-20 de L'Alcúdia de 2014 foi a 30ª edição do Torneio COTIF, que é um torneio de futebol amistoso onde clubes e seleções disputam o título com elencos formados por jogadores com menos de 20 anos. O torneio que é realizado anualmente em L'Alcúdia (Valência), Espanha, foi disputado por 10 equipes, entre os dias 10 e 20 de agosto.
Com uma campanha irretocável tendo o melhor ataque, uma das melhores defesas e o artilheiro da competição, Gabriel com 3 gols, o Brasil se sagrou campeão invicto da competição ao vencer o Levante na final por 2 a 0. Este foi o terceiro título da Seleção Brasileira na história deste torneio.

## Regulamento
O torneio é disputado através do sistema de Grupos e Eliminatórias. Na primeira fase, as dez equipes são divididas em dois grupos de cinco, aonde disputam os jogos dentro de seu grupo, e são classificadas de acordo com o sistema de pontos corridos.
Para a segunda fase se classificam os dois primeiros colocados de cada grupo, respeitando-se os critérios de desempate da competição. Nesta fase os clubes se enfrentam em jogo único, o primeiro colocado do Grupo A enfrenta o segundo do Grupo B e o primeiro do Grupo B o segundo do Grupo A, classificando-se os vencedores de cada disputa à final da competição, que também ocorrerá em jogo único. Os perdedores dos confrontos semifinais, decidem a terceira colocação também em jogo único.
Todas as partidas são disputados em tempo regulamentar de 70 minutos, 35 minutos no primeiro tempo e mais 35 minutos no segundo tempo. Tempo este podendo ser acrescido pelo árbitro da partida em decorrência de possíveis paralisações ao longo da partida. Somente a final da competição teve 80 minutos de duração, com dois tempos de 40 minutos cada.

### Critérios de desempate
Em caso de empate por pontos entre dois clubes, os critérios de desempate são aplicados na seguinte ordem:
1. Número de vitórias
2. Saldo de gols
3. Gols pró
4. Gols contra
5. Número de cartões vermelhos
6. Número de cartões amarelos
7. Sorteio

## Equipes participantes
| - Argentina - Barcelona - Brasil - China - Equador | - Indonésia - Levante - Mauritânia - Catar - Valencia |

## Resultados

### Grupo A
| Pos. | Seleção    | Pts | J | V | E | D | GP | GC | SG |
| ---- | ---------- | --- | - | - | - | - | -- | -- | -- |
| 1    | Levante    | 9   | 4 | 3 | 0 | 1 | 5  | 2  | +3 |
| 2    | Argentina  | 9   | 4 | 3 | 0 | 1 | 5  | 3  | +2 |
| 3    | Barcelona  | 7   | 4 | 2 | 1 | 1 | 3  | 2  | +1 |
| 4    | Mauritânia | 4   | 4 | 1 | 1 | 2 | 4  | 2  | +2 |
| 5    | Indonésia  | 0   | 4 | 0 | 0 | 4 | 0  | 8  | -8 |

Jogos
| 11 de agosto  | Mauritânia                                                                        | 4 – 0 | Indonésia | Estadio Municipal "Els Arcs", L'Alcúdia      |
| 14:15 (UTC-3) | El Kory Vall 24' · Abdallahi Mourad 25' · Gueye Youssouf 43' · Sidi El Moctar 65' | Ficha |           | Público: 500 Árbitro: ESP Francisco Miralles |

| 11 de agosto  | Barcelona         | 1 – 0 | Levante | Estadio Municipal "Els Arcs", L'Alcúdia  |
| 21:15 (UTC-3) | Isaac Padilla 59' | Ficha |         | Público: 3 000 Árbitro: ESP Miguel Bosch |

| 12 de agosto  | Argentina         | 1 – 0 | Mauritânia | Estadio Municipal "Els Arcs", L'Alcúdia |
| 14:15 (UTC-3) | Iván Leszczuk 23' | Ficha |            | Árbitro: ESP Miguel Ángel               |

| 13 de agosto  | Levante                | 2 – 0 | Indonésia | Estadio Municipal "Els Arcs", L'Alcúdia |
| 14:15 (UTC-3) | Riera 19' · Luisma 59' | Ficha |           | Árbitro: ESP Francesc Baño              |

| 13 de agosto  | Argentina                             | 2 – 1 | Barcelona          | Estadio Municipal "Els Arcs", L'Alcúdia |
| 18:00 (UTC-3) | Iván Leszczuk 40' · Ezequiel Ríos 55' | Ficha | 40' Álex Carbonell | Público: 4 500 Árbitro: ESP Iván Muñoz  |

| 14 de agosto  | Barcelona | 0 – 0 | Mauritânia | Estadio Municipal "Els Arcs", L'Alcúdia   |
| 18:00 (UTC-3) |           | Ficha |            | Público: 3 000 Árbitro: ESP Jorge Andújar |

| 15 de agosto  | Argentina  | 1 – 0 | Indonésia | Estadio Municipal "Els Arcs", L'Alcúdia      |
| 14:15 (UTC-3) | Cabral 26' | Ficha |           | Público: 1 000 Árbitro: ESP Fernando Navarro |

| 15 de agosto  | Mauritânia | 0 – 1 | Levante           | Estadio Municipal "Els Arcs", L'Alcúdia           |
| 16:15 (UTC-3) |            | Ficha | 16' (pen.) Pepelu | Público: 1 500 Árbitro: ESP Rafael Bueno Miralles |

| 16 de agosto  | Barcelona         | 1 – 0 | Indonésia | Estadio Municipal "Els Arcs", L'Alcúdia |
| 14:15 (UTC-3) | Isaac Padilla 24' | Ficha |           | Público: 500 Árbitro: ESP Bernabeu Peña |

| 17 de agosto  | Argentina   | 1 – 2 | Levante                | Estadio Municipal "Els Arcs", L'Alcúdia |
| 16:15 (UTC-3) | Jaúregui 3' | Ficha | 30' Pepelu · 34' Colau | Árbitro: ESP Iván Caparrós              |

### Grupo B
| Pos. | Seleção  | Pts | J | V | E | D | GP | GC | SG |
| ---- | -------- | --- | - | - | - | - | -- | -- | -- |
| 1    | Brasil   | 8   | 4 | 2 | 2 | 0 | 8  | 2  | +6 |
| 2    | Equador  | 7   | 4 | 2 | 1 | 1 | 4  | 2  | +2 |
| 3    | Valencia | 6   | 4 | 2 | 0 | 2 | 6  | 5  | +1 |
| 4    | Catar    | 5   | 4 | 1 | 2 | 1 | 3  | 4  | -1 |
| 5    | China    | 1   | 4 | 0 | 1 | 3 | 2  | 10 | -8 |

Jogos
| 10 de agosto  | Catar                     | 1 – 1 | China              | Estadio Municipal "Els Arcs", L'Alcúdia  |
| 17:00 (UTC-3) | Admed Mohammed 33' (pen.) | Ficha | 70' Xiang Han Tian | Público: 2 000 Árbitro: ESP Víctor Ribes |

| 11 de agosto  | Valencia | 0 – 2 | Equador                   | Estadio Municipal "Els Arcs", L'Alcúdia  |
| 18:00 (UTC-3) |          | Ficha | 38' Parrales · 57' Suárez | Público: 4 000 Árbitro: ESP Abraham Abad |

| 12 de agosto  | Equador                   | 2 – 1 | China              | Estadio Municipal "Els Arcs", L'Alcúdia  |
| 16:15 (UTC-3) | Parrales 48' · Cortez 52' | Ficha | 10' Xiang Han Tian | Público: 2 000 Árbitro: ESP Daniel Yuste |

| 12 de agosto  | Brasil      | 1 – 1 | Catar                 | Estadio Municipal "Els Arcs", L'Alcúdia  |
| 18:00 (UTC-3) | Gabriel 47' | Ficha | 44' (pen.) Akram Afif | Público: 1 000 Árbitro: ESP Daniel Yuste |

| 13 de agosto  | Valencia                               | 2 – 0 | Catar | Estadio Municipal "Els Arcs", L'Alcúdia      |
| 16:15 (UTC-3) | Javier Pérez 24' · José Castillejo 57' | Ficha |       | Público: 4 500 Árbitro: ESP Nicolás Garcelán |

| 14 de agosto  | Brasil | 0 – 0 | Equador | Estadio Municipal "Els Arcs", L'Alcúdia         |
| 16:15 (UTC-3) |        | Ficha |         | Público: 1 500 Árbitro: ESP Francisco Fernandes |

| 15 de agosto  | Valencia                                                | 3 – 0 | China | Estadio Municipal "Els Arcs", L'Alcúdia |
| 18:00 (UTC-3) | Mariano Konyk 35' · Rafa Mir 41' · Antonio Martínez 57' | Ficha |       | Público: 2 000 Árbitro: ESP Julio Mena  |

| 16 de agosto  | Equador | 0 – 1 | Catar     | Estadio Municipal "Els Arcs", L'Alcúdia     |
| 16:15 (UTC-3) |         | Ficha | 26' Ahmad | Público: 1 500 Árbitro: ESP Barberá Fuentes |

| 16 de agosto  | Brasil                                                | 4 – 0 | China | Estadio Municipal "Els Arcs", L'Alcúdia |
| 18:00 (UTC-3) | Nathan Allan 10' · Gabriel 38', 49' · Yuri Mamute 58' | Ficha |       | Público: 2 000 Árbitro: ESP Vicente Gil |

| 17 de agosto  | Brasil                                             | 3 – 1 | Valencia          | Estadio Municipal "Els Arcs", L'Alcúdia |
| 18:00 (UTC-3) | Nathan Allan 29' · Kenedy 57' · Matheus Biteco 70' | Ficha | 20' Toni Martínez | Árbitro: ESP Sergio Escriche            |

## Fase final
|  | Semifinais | Semifinais |   |         | Final          | Final |  |
|  |            |            |   |         |                |       |  |
|  |            |            |   |         |                |       |  |
|  | Levante    | 0 (5)      |   |         |                |       |  |
|  | Equador    | 0 (4)      |   |         |                |       |  |
|  |            |            |   |         |                |       |  |
|  |            |            |   |         |                |       |  |
|  |            |            |   |         | Levante        | 0     |  |
|  |            | Brasil     | 2 |         |                |       |  |
|  |            |            |   |         |                |       |  |
|  |            |            |   |         |                |       |  |
|  |            |            |   |         | Terceiro lugar |       |  |
|  |            |            |   |         |                |       |  |
|  | Brasil     | 2          |   | Equador | 0 (3)          |       |  |
|  | Argentina  | 1          |   |         | Argentina      | 0 (4) |  |

### Semifinais
| 18 de agosto  | Levante | 0 – 0 | Equador | Estadio Municipal "Els Arcs", L'Alcúdia      |
| 16:15 (UTC-3) |         | Ficha |         | Público: 2 000 Árbitro: ESP Carlos Carbonell |

|                                         |       | Penalidades                                         |  |
| Pepelu Lado Gaizka Sardá Toni Jou Riera | 5 – 4 | Cevallos Cortez Cangá Parrales Betancourt Jefferson |  |

| 18 de agosto  | Brasil                       | 2 – 1 | Argentina     | Estadio Municipal "Els Arcs", L'Alcúdia         |
| 18:00 (UTC-3) | Igor Rabello 3' · Danilo 58' |       | 35' Di Franco | Público: 2 500 Árbitro: ESP Salazar de la Oliva |

### Decisão do terceiro lugar
| 19 de agosto  | Argentina | 0 – 0 | Equador | Estadio Municipal "Els Arcs", L'Alcúdia          |
| 16:00 (UTC-3) |           | Ficha |         | Público: 2 500 Árbitro: ESP Enrique Santi Cambra |

|                                         |       | Penalidades                            |  |
| Iván Leszczuk Ferreyra Carreras Batalla | 4 – 3 | Cevallos Cortez Cangá Parrales Burbano |  |

### Final
| 20 de agosto  | Levante | 0 – 2 | Brasil                            | Estadio Municipal "Els Arcs", L'Alcúdia |
| 17:00 (UTC-3) |         | Ficha | 55' (pen.) Thalles · 80+3' Gerson | Árbitro: ESP Saúl Ais Reig              |

| Levante | Brasil |

| GR             | 1  | Sergio Tienza |     |                               |
| LD             | 12 | Loza          |     |                               |
| ZA             | 4  | Gaizka        |     |                               |
| ZA             | 5  | Ferrando      |     |                               |
| LE             | 3  | David Lara    |     |                               |
| VO             | 7  | Riera         | 41' |                               |
| VO             | 11 | Colau         |     |                               |
| MC             | 8  | Lado          |     | Penalizado com cartão amarelo |
| MC             | 6  | Pepelu        |     | Penalizado com cartão amarelo |
| AT             | 10 | Lander        | 57' |                               |
| AT             | 21 | Aguado        | 57' |                               |
| Substituições: |    |               |     |                               |
| AT             | 9  | Sardá         | 41' |                               |
| LE             | 14 | Chuso         | 57' | Penalizado com cartão amarelo |
| MC             | 22 | Toni Jou      | 57' |                               |
| Treinador:     |    |               |     |                               |
| Igor Oca       |    |               |     |                               |

| GR              | 12 | Georgemy         |     | Penalizado com cartão amarelo |
| LD              | 18 | Eduardo Henrique |     |                               |
| ZA              | 3  | Lucão            |     |                               |
| ZA              | 4  | Eduardo          |     |                               |
| LE              | 6  | Pará             |     |                               |
| VO              | 5  | Danilo           |     |                               |
| VO              | 8  | Matheus Biteco   |     |                               |
| MC              | 10 | Boschilia        | 50' |                               |
| MC              | 20 | Nathan Allan     | 50' |                               |
| AT              | 21 | Gerson           |     |                               |
| AT              | 9  | Thalles          | 76' |                               |
| Substituições:  |    |                  |     |                               |
| AT              | 11 | Yuri Mamute      | 50' |                               |
| AT              | 22 | Kenedy           | 50' | Penalizado com cartão amarelo |
| VO              | 17 | João Afonso      | 76' |                               |
| Treinador:      |    |                  |     |                               |
| Alexandre Gallo |    |                  |     |                               |

## Artilharia
3 gols (1)
- Gabriel (Brasil)

2 gols (5)
| - Iván Leszczuk (Argentina) - Nathan Allan (Brasil) | - Xiang Han Tian (China) - Parrales (Equador) | - Pepelu (Levante) |

1 gol (31)
| - Cabral (Argentina) - Di Franco (Argentina) - Ezequiel Ríos (Argentina) - Jaúregui (Argentina) - Danilo (Brasil) - Gerson (Brasil) - Igor Rabello (Brasil) - Kenedy (Brasil) - Matheus Biteco (Brasil) - Thalles (Brasil) - Yuri Mamute (Brasil) | - Cortez (Equador) - Suárez (Equador) - Álex Carbonell (Barcelona) - Antonio Martínez (Valencia) - Colau (Levante) - Isaac Padilla (Barcelona) - Javier Pérez (Valencia) - José Castillejo (Valencia) - Luisma (Levante) - Mariano Konyk (Valencia) | - Rafa Mir (Valencia) - Riera (Levante) - Toni Martínez (Valencia) - Abdallahi Mourad (Mauritânia) - El Kory Vall (Mauritânia) - Gueye Youssouf (Mauritânia) - Sidi El Moctar (Mauritânia) - Admed Mohammed (Qatar) - Ahmad (Qatar) - Akram (Qatar) |

## Classificação final
A classificação final é determinada através da fase em que a seleção alcançou e a sua pontuação, levando em conta os critérios de desempate.
| Pos.                        | Seleção    | Gr | Pts | J | V | E | D | GP | GC | SG |
| --------------------------- | ---------- | -- | --- | - | - | - | - | -- | -- | -- |
| Final                       |            |    |     |   |   |   |   |    |    |    |
| 1                           | Brasil     | B  | 14  | 6 | 4 | 2 | 0 | 12 | 3  | +9 |
| 2                           | Levante    | A  | 10  | 6 | 3 | 1 | 2 | 5  | 4  | +1 |
| Decisão do 3º e 4º lugares  |            |    |     |   |   |   |   |    |    |    |
| 3                           | Argentina  | A  | 10  | 6 | 3 | 1 | 2 | 6  | 5  | +1 |
| 4                           | Equador    | B  | 9   | 6 | 2 | 3 | 1 | 4  | 2  | +2 |
| Eliminados na primeira fase |            |    |     |   |   |   |   |    |    |    |
| 5                           | Barcelona  | A  | 7   | 4 | 2 | 1 | 1 | 3  | 2  | +1 |
| 6                           | Valencia   | B  | 6   | 4 | 2 | 0 | 2 | 6  | 5  | +1 |
| 7                           | Catar      | B  | 5   | 4 | 1 | 2 | 1 | 3  | 4  | -1 |
| 8                           | Mauritânia | A  | 4   | 4 | 1 | 1 | 2 | 4  | 2  | +2 |
| 9                           | China      | B  | 1   | 4 | 0 | 1 | 3 | 2  | 10 | -8 |
| 10                          | Indonésia  | A  | 0   | 4 | 0 | 0 | 4 | 0  | 8  | -8 |

## Premiações
| Torneio Internacional de Futebol Sub-20 de L'Alcúdia de 2014 |
| ------------------------------------------------------------ |
| Brasil Campeão (3º título)                                   |